# Paphiopedilum lowii
Paphiopedilum lowii là một loài lan đặc hữu của tay và trung Malesia.

## Hình ảnh

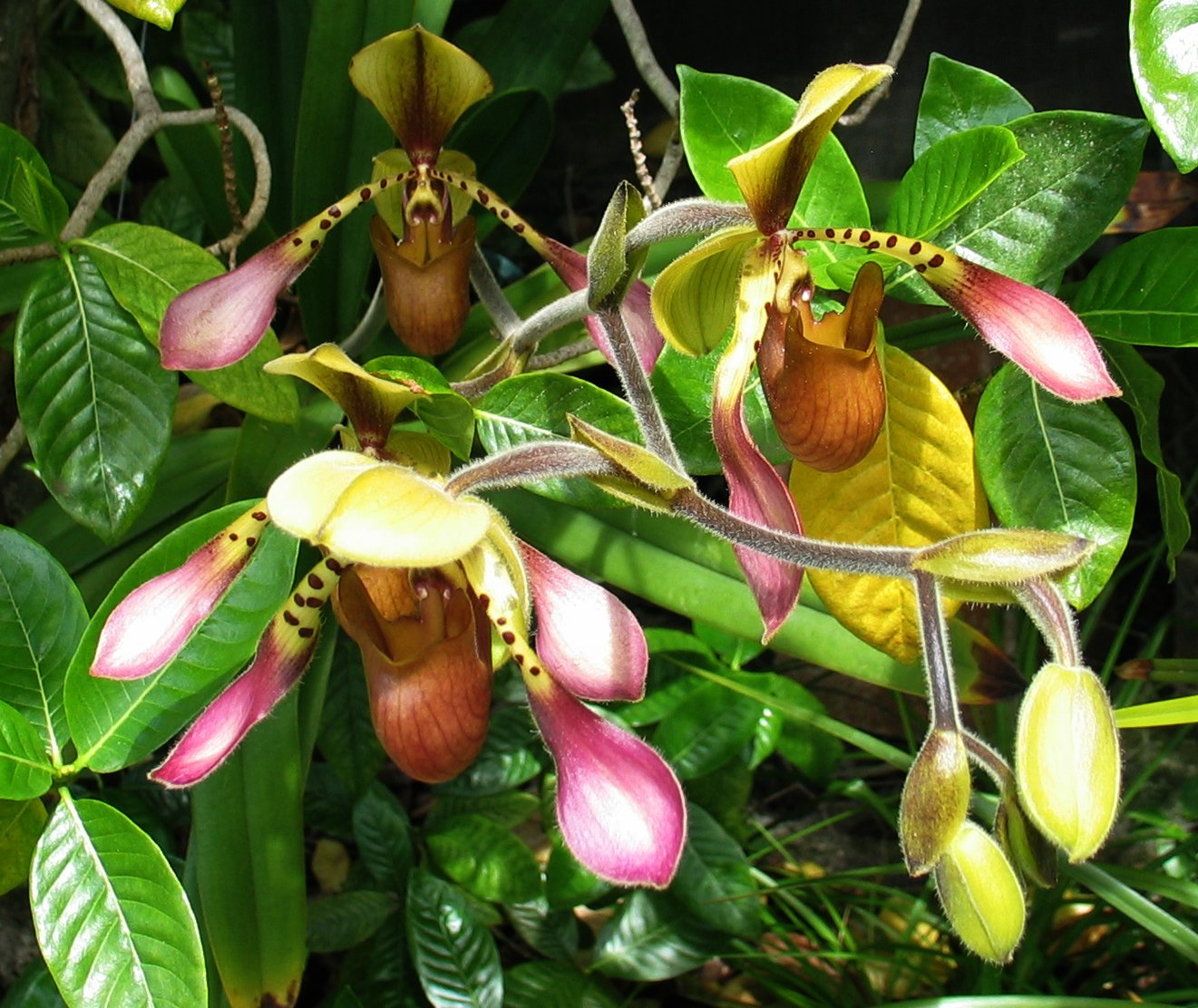
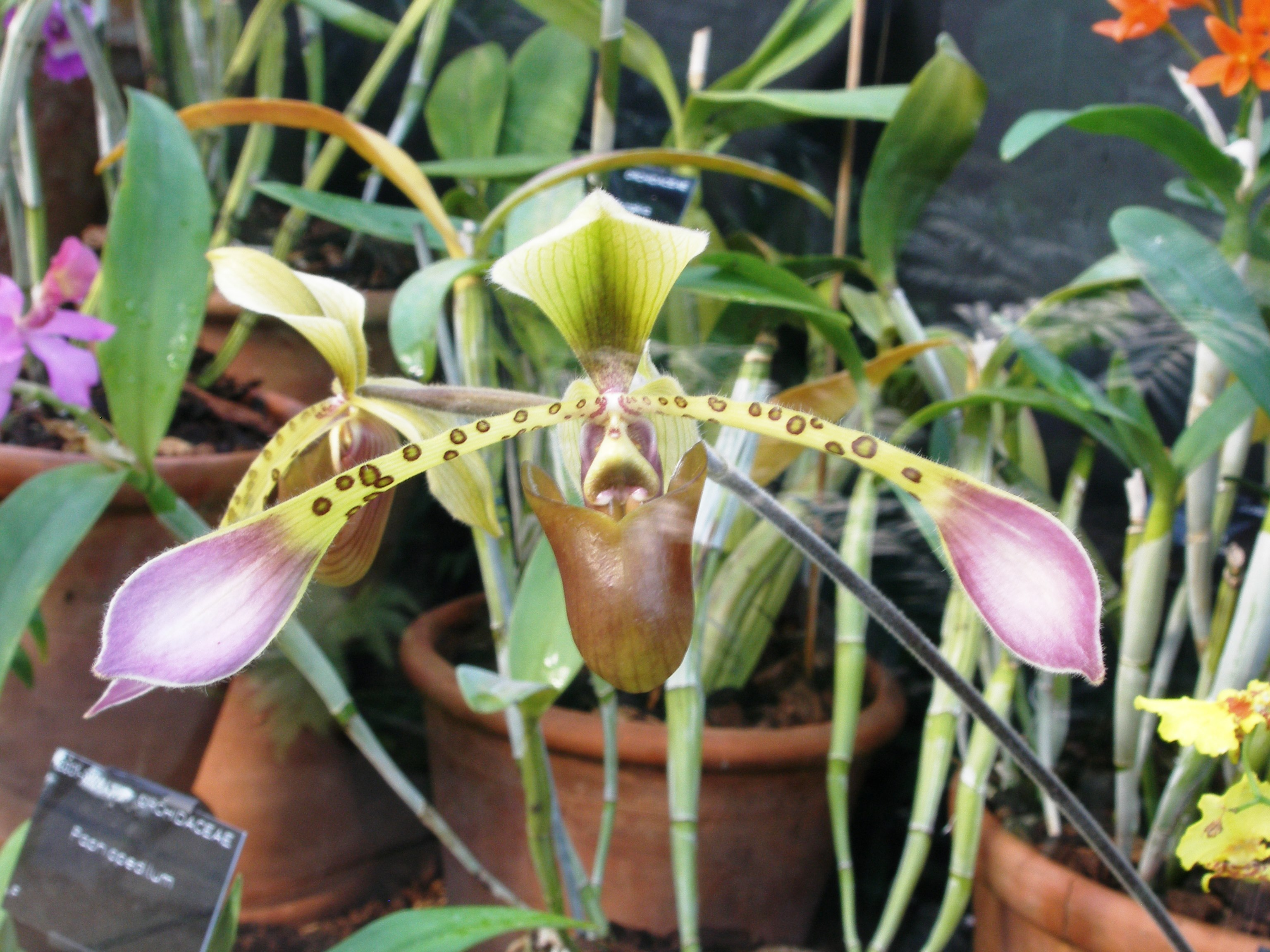
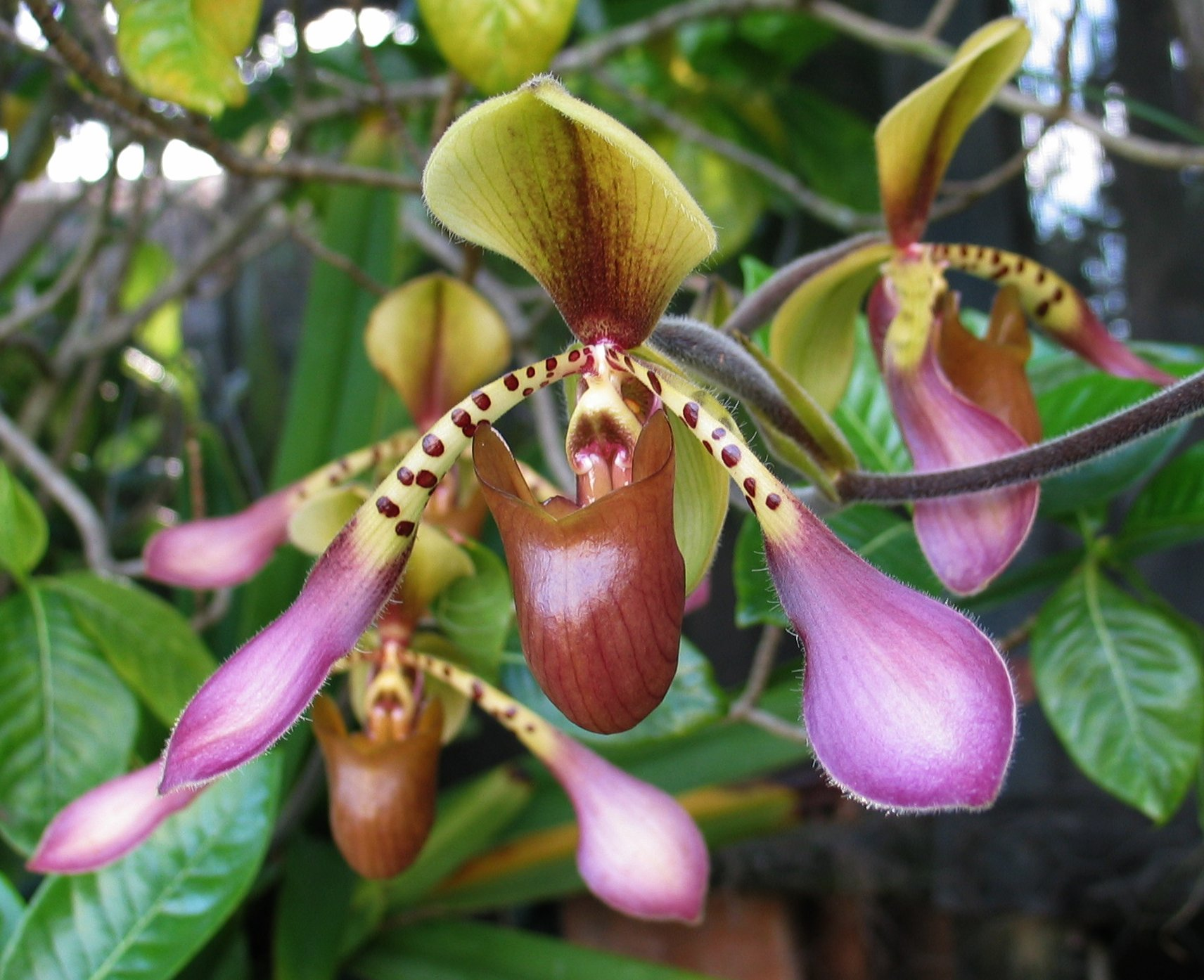
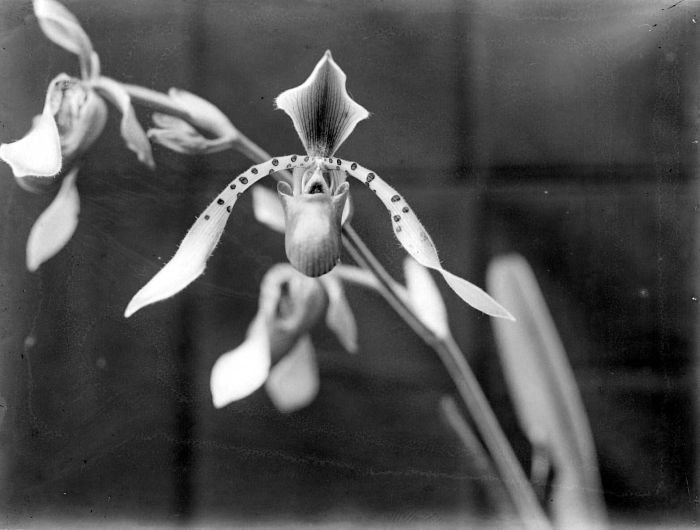